# Wecity
wecity marca comercial de CITYPRIVE PFP S. L., es una Plataforma de Financiación Participativa (PFP) o crowdfunding inmobiliario autorizada por la Comisión Nacional del Mercado de Valores (CNMV), inscrita con el número de registro 30. Pertenece al ecosistema tecnológico e innovador donde promotores e inversores se comunican, financian y rentabilizan sus inversiones.

## Modelo
wecity está basado en la recaudación de fondos, también llamada financiación colectiva o crowdfunding.
La actividad de wecity, según la ley, «consiste en poner en contacto a una pluralidad de personas físicas o jurídicas que ofrecen financiación a cambio de un rendimiento dinerario, denominados inversores, con personas físicas o jurídicas que solicitan financiación en nombre propio para destinarlo a un proyecto de financiación participativa, denominados promotores». Su función principal es, por tanto, democratizar el acceso a las altas rentabilidades del mercado inmobiliario institucional, de manera que los promotores y los inversores puedan comunicarse para financiarse y rentabilizar sus inversiones en un nuevo ecosistema tecnológico e innovador. Se trata de una inversión colaborativa, pues un solo proyecto puede contar con la aportación, mayor o menor, de muchos usuarios de la plataforma.
Su actividad es de ámbito nacional según su licencia actual, aunque se espera que a finales de 2021, con la entrada en vigor del pasaporte europeo, se puedan llevar a cabo proyectos en el resto de países de la Unión Europea.
Tanto los promotores como los inversores son clientes de wecity, y ambos están en contacto continuo. Frente a la financiación tradicional, los promotores consiguen formar una cartera de clientes para el presente y para el futuro, mientras que los inversores ganan en transparencia y seguridad. La red de inversores de CITYPRIVE está compuesta por inversores individuales, acreditados y no acreditados.
wecity trabaja la modalidad de equity o ampliación de capital, es decir, con proyectos inmobiliarios en los que los inversores entran a formar parte del capital social de la empresa que lidera el proyecto como socios. La cantidad de acciones con las que cuentan es proporcional a la inversión que han realizado. Los proyectos son seleccionados por un comité de expertos entre los mejores enclaves de las ciudades españolas: edificios de viviendas, locales comerciales, hoteles e incluso grandes superficies. La plataforma financia tanto la compra de suelo como la edificación y las reformas.
Cada proyecto cuenta con una ficha técnica. Los usuarios pueden acceder a través de la web, registrarse y abrirse una cuenta para crear su propio porfolio y seguir sus inversiones (la evolución de sus proyectos y del mercado) en tiempo real en su área privada de control. Los usuarios pueden también participar en varios proyectos a la vez si su deseo es diversificar —y no concentrar— sus inversiones. Las oportunidades en las que pueden invertir los usuarios son de dos tipos: de rentas y de plusvalías. La rentabilidad media de los proyectos estuvo, en su primer año, en 16,31%.
Entre las características de wecity, destacan la transparencia, la simplicidad, la calidad, la excelencia, la innovación, el trabajo en equipo, la experiencia contrastada y la seguridad y estabilidad. La solidaridad es otra de sus señas de identidad: wecity dona un 3% de sus beneficios a proyectos solidarios y aporta su tecnología gratuitamente a todos los Ayuntamientos para la promoción de vivienda protegida.

## Historia
wecity, fundada por Antonio Mañas de Orduña, Rafael Merry del Val y José Navarro Pinuaga, comienza su actividad en septiembre de 2020 como alternativa a la financiación tradicional para los promotores. Se trata de una PropTech, es decir, una start-up que aúna el sector inmobiliario —también llamado Real Estate— con el financiero y el tecnológico. wecity está capitalizada mediante financiación privada en su totalidad, y está orientada a los resultados y al servicio de los clientes (promotores e inversores).
El proyecto nace sobre la idea de una mayor comunicación entre promotores e inversores en un ecosistema tecnológico e innovador. wecity está formado por un equipo multidisciplinar que trabaja con el asesoramiento de las empresas más prestigiosas en las distintas áreas del sector inmobiliario. El equipo está especializado en los sectores inmobiliario, de finanzas y tecnológicos, con más de 50 años de experiencia acumulada y cerca de 400 actuaciones inmobiliarias.

## Proyectos
Entre los proyectos ya completados más importantes de wecity, destaca el local comercial de la calle Claudio Coello 55, en el corazón del prestigioso barrio de Salamanca de Madrid. Se trata de un proyecto de adquisición de la totalidad del inmueble que se encontraba vacío, con el objetivo de arrendarlo a un operador de primer nivel en un plazo establecido de tiempo en el plan de negocio, y cuya finalidad es la venta a un tercero, una vez arrendado. La rentabilidad de este proyecto fue de 44,88%.

## Iniciativas similares
El modelo de financiación colectiva inmobiliaria adoptado por Wecity también se ha expandido a otras regiones fuera de España. En América Latina, Growie ofrece una plataforma digital que permite a los inversores participar en proyectos inmobiliarios en Estados Unidos a través de inversiones fraccionadas. Growie colabora con desarrolladores como Fortune International Group y utiliza tecnología blockchain para brindar transparencia y seguridad en el proceso de inversión.